# ヘール・アーウィン
ヘール・S・アーウィン（Hale S Irwin, 1945年6月3日 - ）はアメリカのプロゴルファー。歴史上全米オープンに3度優勝した数少ないプレーヤーの一人であり、1970年代から1980年代にかけて世界を引っ張ったゴルファーの一人である。彼はまた、ゴルフコースの設計家としての顔も持っている。

## プロフィール
ミズーリ州ジョプリンで生まれ、カンザス州チェロキー郡に位置するバクスタースプリングスで育った。1967年にコロラド大学ボルダー校を卒業。在学中はアメリカンフットボールで大学オールアメリカンに選ばれ、2度オールビッグエイトのディフェンシブバックを守った。1967年にNCAA男子ゴルフ選手権で優勝し、翌年にプロ転向した。
PGAツアーにおいて1971年のシーパインヘリテージクラシックから1994年のMCIヘリテージゴルフクラシックまでの20勝をし、約600万ドルの賞金を得た。1994年ヘリテージに49歳で優勝したことで、永久シードを獲得した。また1970年代にはウェントワースにて行われた、ピカデリー世界マッチプレー選手権に2度優勝した。マコーマック世界ゴルフランキングで1975年から1979年まで毎年トップ5に、1991年の数週間は公式世界ゴルフランキングのトップ10に位置した。
ライダーカップでは1975年・1977年・1979年・1981年・1991年の5回プレーした。
1974年のウィングドフットで初めて全米オープンに優勝し、1979年の2回目の優勝をした。1979年の全米オープンの翌月、全英オープンの最終日、2位に2打差のリードをつけて進んだが、セベ・バレステロスの驚異的な追い上げにより、歴史的なメジャー2大会制覇は妨げられた。1983年の全英オープンでもう一度優勝のチャンスを得たが、ショートパットの何気ない素振りを反則に取られ、優勝を逃した。彼はその時から1980年代の間はリーダーボードに名前が出ることがほとんどなくなった。しかし、1990年の全米オープンで、マイク・ドナルドとのプレーオフに入り、72ホール目で45フィートの奇跡的なバーディーパットを決め、3度目の全米オープン優勝を果たした。3度目の全米オープン優勝から2年後、1992年に世界ゴルフ殿堂入りした。
日本では1981年の「ブリヂストンオープンゴルフトーナメント」で優勝した。
1995年に50歳以上のチャンピオンズツアー（正式にはシニアPGAツアー）に出場する資格を得て、PGAツアー以上の活躍をした。チャンピオンズツアーで45勝し、2300万ドルを得てチャンピオンツアーの生涯獲得賞金でトップに立っている。1998年と2000年の全米シニアオープンで優勝した。
2000年に「ゴルフダイジェスト」が発表した「50人の偉大なゴルファー」で19位にランクされた。
甥に元NFL選手のヒース・アーウィンがいる。